# 梵谷母親像
《梵谷母親像》（Portrait of the Artist's Mother）是荷蘭後印象派畫家文森·梵谷於1888年根據一張黑白照片創作的，畫中人物是他的母親安娜·卡本圖斯·梵谷（Anna Carbentus van Gogh）。梵谷對藝術的啟蒙源自於他的母親，她本身也是一位業餘藝術家。在與家人關係緊張多年後，梵谷興奮地與母親分享了一些他認為母親最欣賞的作品，這些作品描繪了花卉和自然環境。在這幅畫中，梵谷捕捉了母親端莊而自豪的氣質。這幅畫作幾乎與他的《自畫像（獻給保羅·高更）》同時創作，色彩和姿態也非常相似。

## 背景
安娜·卡本圖斯·梵谷是一位業餘藝術家，她喜歡畫植物和花卉，並且是一位「熱衷於水彩畫的畫家」。同時，應該要認識到，用水彩繪畫是當時資產階級階層的普遍活動。安娜出身於一個大家庭，家中有六個孩子，她養育了六個孩子：文森、安娜、伊莉莎白、提奧、威廉米恩和科尼利厄斯。安娜喜歡與孩子們分享她對藝術的熱愛。文森最早的畫作中，有他母親臨摹的花束和薊的素描。
安娜的丈夫西奧多魯斯·梵谷是一位牧師，這是家族長期以來的職業。西奧多魯斯以英俊的外表和長篇佈道而聞名，來自一個有七個孩子的家庭。安娜和西奧多魯斯虔誠地服務於他們駐紮的農村社區；他們的行為反映了他們的宗教信仰。父母都相信上帝無所不能，時時刻刻守護著他們。他們教導孩子在自然界中尋找上帝的存在，例如雲彩的形狀，或是日落的繽紛色彩。